# Vayk, Vayots Dzor
Vayk là một đô thị thuộc tỉnh Vayots Dzor, Armenia. Dân số ước tính năm 2011 là 5928 người.